# Газијантеп (вилајет)
Газијантеп (тур. Gaziantep ili) је вилајет у Турској. Популација вилајета износи 25.066 становника. Административни центар вилајета је град Газијантеп.